# Indiaas curlingteam (gemengd)
Het Indiaas curlingteam vertegenwoordigt India in internationale curlingwedstrijden.

## Geschiedenis
India nam voor het eerst deel aan een groot toernooi tijdens het WK voor gemengde landenteams van 2022 in het Schotse Aberdeen. De Mexicaanse ploeg verloor diens openingswedstrijd tegen Zuid-Korea en won drie wedstrijden.

## India op het wereldkampioenschap
| Jaar | Plaats        | Skip          | WG            | W             | V             | PV            | PT            |
| ---- | ------------- | ------------- | ------------- | ------------- | ------------- | ------------- | ------------- |
| 2015 | Geen deelname | Geen deelname | Geen deelname | Geen deelname | Geen deelname | Geen deelname | Geen deelname |
| 2016 | Geen deelname | Geen deelname | Geen deelname | Geen deelname | Geen deelname | Geen deelname | Geen deelname |
| 2017 | Geen deelname | Geen deelname | Geen deelname | Geen deelname | Geen deelname | Geen deelname | Geen deelname |
| 2018 | Geen deelname | Geen deelname | Geen deelname | Geen deelname | Geen deelname | Geen deelname | Geen deelname |
| 2019 | Geen deelname | Geen deelname | Geen deelname | Geen deelname | Geen deelname | Geen deelname | Geen deelname |
| 2022 | 24            | P.N. Raju     | 8             | 3             | 5             | 32            | 62            |
| 2023 | 24            | P.N. Raju     | 7             | 2             | 5             | 27            | 54            |
| 2024 | 27            | P.N. Raju     | 7             | 2             | 5             | 41            | 51            |